# متمصرة
المتمصرة (بالإنجليزية: Aegyptianella)‏ هو جنس من البكتيريا تتبع شعبة المتقلبات.

## اصل الكلمة
اسم المتمصرة مشتق من مصر كما هو الاشتقاق في اللاتينية Aegyptianella من Aegyptus وذلك لأن الكائن الحي وصف في 1929 بمصر.